# Zorzines bitoi
Zorzines bitoi là một loài bướm đêm trong họ Noctuidae.